# Ботош
Ботош (серб. Ботош) — населённый пункт в Сербии, в Воеводине, Средне-Банатском округе, общине Зренянин.

## Население
В селе проживает 2148 жителей, из которых совершеннолетних 1698. Средний возраст — 40,9 года (мужчины — 38,4 года, женщины — 43,5 года). В населённом пункте 750 домохозяйств, среднее число членов в которых — 2,86 (данные переписи 2002 года).